# يوسف سعيبي
 يوسف سعيبي  (1982 الجزائر) هو لاعب كرة قدم جزائري.

## روابط خارجية
- يوسف سعيبي على موقع قاعدة بيانات كرة القدم.إي يو (الإنجليزية)
- يوسف سعيبي على موقع Soccerway.com (الإنجليزية)